# Steel Angel Kurumi
Steel Angel Kurumi (鋼鉄天使くるみ, Kōtetsu Tenshi Kurumi) é um anime e um mangá com o tema comédia romântica fanservice criado por Naohito Takahashi e exibido no Brasil pelo canal Animax e Rede Bandeirantes na Band Kids.

## Enredo
Durante a era Taisho (1912-1926), o governo Japonês criou o Steel Angel um humanóide artificial com habilidades físicas sobre-humanas e grande potencial. 
Qualquer um desses andróides possui habilidade suficiente para destruir um exército inteiro e se mantém inteiramente fiel àquele que o ativar primeiro. Dependendo de quem ativar o andróide, o mundo poderá ser destruído ou ser um lugar com muita paz.
Um projeto chamado "Angel Heart Revised" foi criado pelo Dr. Ayanokoji, um homem que quer ver o bem da humanidade. O plano que ele traçou era criar o último Steel Angel melhor do que os outros, uma mulher chamada "Kurumi", e usar essa andróide com a intenção de salvar o mundo daqueles que usariam o poder das Steel Angels para o mal. No entanto, as coisas não acontecem como o doutor planeja.

Um dia, um garoto de 11 anos chamado Nakahito Kagura invadiu a casa de Ayanokoji por causa de uma aposta com seus amigos, e se deparou com o corpo sem vida de Kurumi  uma garota com longos cabelos cor-de-rosa e vestida de faxineira. Um ataque repentino feito pelo Exército Imperial invadiu a casa, fazendo Kurumi cair em cima de Nakahito. Nesse momento, eles se beijaram, e Kurumi acordou. E, quando isso aconteceu, a garota corajosamente o resgata do robô do Exército Imperial e faz de Nakahito seu "Mestre", já que ele a ativou. Agora, a arma mais poderosa da Terra, Steel Angel Kurumi, está sob o comando de um garoto.
Ajustar a vida com Kurumi não será fácil para o jovem. Ele tem uma linda mulher totalmente ao seu dispor, mas não tem a mínima ideia do que fazer com ela, já que não conhece as instruções da andróide.